# Ky Westbrook
Ky Westbrook (ur. 25 lutego 1996) – amerykańska lekkoatletka, specjalistka od biegów sprinterskich. 
W 2013 została mistrzynią świata juniorów młodszych na dystansie 100 metrów i w sztafecie szwedzkiej. Złota medalistka juniorskich mistrzostw Stanów Zjednoczonych.

## Osiągnięcia
| Rok  | Impreza                               | Miejsce | Konkurencja             | Lokata     | Wynik         |
| ---- | ------------------------------------- | ------- | ----------------------- | ---------- | ------------- |
| 2013 | Mistrzostwa świata juniorów młodszych | Donieck | bieg na 100 metrów      | 1. miejsce | 11,33         |
| 2013 | Mistrzostwa świata juniorów młodszych | Donieck | sztafeta szwedzka       | 1. miejsce | 2:05,16       |
| 2014 | Mistrzostwa świata juniorów           | Eugene  | sztafeta 4 × 100 metrów | 1. miejsce | 44,03 (elim.) |

## Rekordy życiowe
- Bieg na 60 metrów (hala) – 7,18 (2015)
- Bieg na 100 metrów – 11,17 (2015)
- Bieg na 200 metrów – 23,22 (2015)